# Stelio Crise
Stelio Crise (Trieste, 12 novembre 1915 – Trieste, 5 novembre 1991) è stato un bibliotecario, scrittore e critico letterario italiano.
A Crise sono intitolate una sala della Biblioteca del Seminario, la sala di lettura della Biblioteca Generale dell'Università di Trieste. Dal 2012 La Biblioteca statale di Trieste porta il suo nome. Il suo archivio è stato dichiarato di interesse culturale dalla Soprintendenza Archivistica per il Friuli Venezia Giulia (Ministero per i beni e le attività culturali) riconoscendone l'importanza e l'interesse dello Stato alla sua tutela.

## Biografia
Dopo la laurea in Giurisprudenza frequenta lo zio Tancredi Biondi Santi nella tenuta "Il Greppo" a Montalcino. Nel 1945 è la laurea in Lettere all'Università di Trieste.
Durante la guerra fu ufficiale in Russia; al rientro a Trieste fu incarcerato dai nazisti. Dopo la guerra inizia la carriera universitaria all'Università di Trieste, dal 1948 fu direttore della Biblioteca generale dell'Università e poi uno dei fondatori della Biblioteca del Seminario di Trieste.
Dal 1963 dirige la Biblioteca del popolo di Trieste, creando varie innovazioni. Per un'esposizione bibliografica da lui organizzata ricevette le Palmes académiques del Governo francese).

## La personalità
Vivacizzatore della vita culturale della sua città, fu in contatto con Umberto Saba, Giani Stuparich, Anita Pittoni, Virgilio Giotti, e strinse legami intellettuali con Fulvio Tomizza, Stelio Mattioni, Claudio Magris. Ebbe pure rapporti con tanti intellettuali di passaggio a Trieste.
Amico di Stanislaus, fratello di James Joyce (autore di cui fu noto critico), fu in rapporti di amicizia con Biagio Marin e con Marcello Mascherini dei quali curò la valorizzazione dell'opera. Per le sue idee aperte, fu osteggiato da ambienti nazionalisti (cfr. "La cerimonia all'Università. E' stato un atto di giustizia riparatrice", Giuseppe Enzmann, Il Piccolo, 3 dicembre 1995). Numerosi i suoi rapporti con il mondo dell'editoria (come con Giovanni Mardersteig della Stamperia Valdonega, Arrigo Bugiani dei Libretti di Mal'aria, Enzo Crea delle Edizioni dell'Elefante, Neri Pozza, Franco Riva) ma soprattutto con Vanni Scheiwiller cui suggerì varie pubblicazioni di autori triestini.

## Pubblicazioni
- Il bibliotecario curioso, (a c. dell'AIB sezione del veneto orientale e della Venezia Giulia), “Sollecitazioni”, vol.1, Venezia 1959[13]
- Una azzurra minestra di fagioli, Trieste, 1967 (con lo pseudonimo Ethel Krische von Babemberg), 2ª ed. Edizioni Parnaso, Trieste 1996
- Epiphanies & Phadographs, Joyce e Trieste. Con un album joyciano, All'insegna del pesce d'oro Scheiwiller Milano 1967; 2ª ed.(e con un addio dell'editore” di Vanni Scheiwiller), ivi 1994

Per la bibliografia completa di Crise vedi http://www.bsts.librari.beniculturali.it/steliocrise/bibliografia.asp